# Хайгермос
Хайгермос (нем. Haigermoos) — коммуна (нем. Gemeinde) в Австрии, в федеральной земле Верхняя Австрия.
Входит в состав округа Браунау-на-Инне. Население составляет 561 человек (на 31 декабря 2005 года). Занимает площадь 7,44 км².

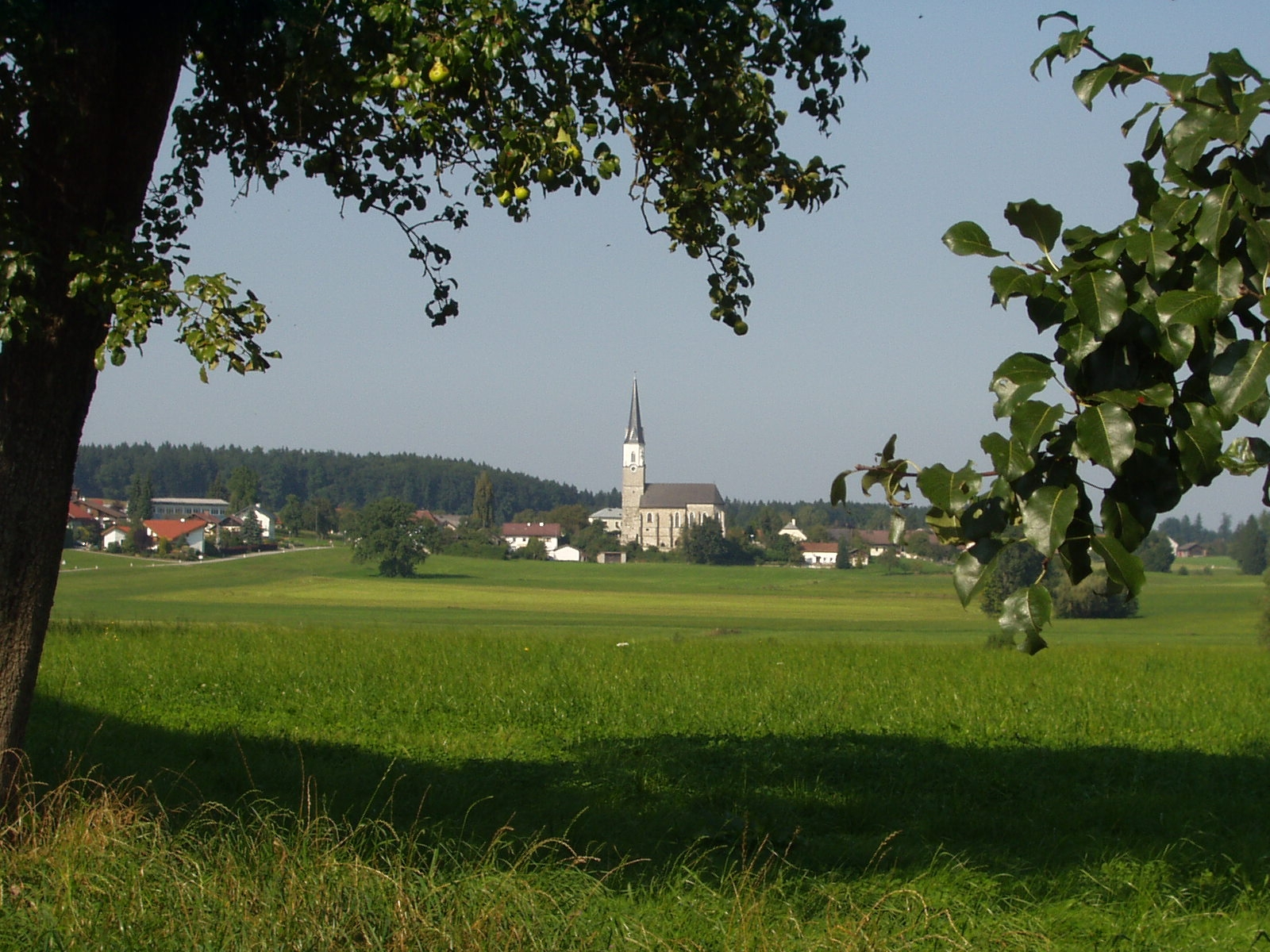
Хайгермос

## Политическая ситуация
Бургомистр коммуны — Йохан Швайгер (АНП) по результатам выборов 2003 года.
Совет представителей коммуны (нем. Gemeinderat) состоит из 13 мест.
- АНП занимает 9 мест.
- СДПА занимает 4 места.